# 俺の料理
『俺の料理』（おれのりょうり）は、ソニー・コンピュータエンタテインメントが1999年9月9日に発売したPlayStation用ゲーム。開発はアージェント。
2007年8月30日よりゲームアーカイブスで配信開始。PlayStation 3とPlayStation Vitaで遊ぶことが出来る。

## 概要
タイトルにある「料理」のとおり、この作品ではPS用コントローラー「デュアルショック」のアナログスティックを使用して料理を作っていく。左右のアナログスティックの両方を活用する専用のゲームとしては初のタイトルであるため、パッケージの表側には「アナログコントローラ専用」であることが大きく示されていた。
アナログコントローラをフルに活用する真新しさもさながら、味のあるキャラクターも人気であり、何度か廉価版として再発売されているタイトルである。また、ソニー・コンピュータエンタテインメントの携帯サイトより『俺の料理DX』が配信されており、一部の携帯電話でも遊ぶことができる。
なお、PSP用ソフト「ピポサルアカデミ～ア」に本作を元にしたミニゲーム「サルの料理」が収録されている。メニューはバナジュー、ローストバナナ、バナナイタメといったバナナ料理で、それぞれ炒める、焼く、煮込むなどの調理を行う。

## ストーリー
難易度によってストーリーが異なる。

### イージー
カエル歴20XX年、地球は悪の組織「カエル軍団」の料理によって支配されていた。朝は「チューブ入りねこまんま風味」昼は「カラカラおにぎりドッグフード風」夜は「カチカチナタデココイカ仕立て」そしておかずに「アナコンダの和風アスパラあえ」…と、もはや料理とは呼べないようなシロモノを人々に食べさせていた。
カエル軍団は、地球最後の砦である「クーキングダム」の中に城を建て、怪人を送り込み店を支配しようとしていた。そこに一流のコックである主人公が現れ、包丁片手にカエル軍団に戦いを挑んだ。

### ノーマル、グルメ
自分が世界一のコックだと信じていた料理人のカエルは、三回料理大会に出場しても毎回2番止まりであることに悩んでいた。一人の料理人が現れる前は自分が一番だったというカエルは、偽の料理大会でおびきよせ、二度と料理が出来ないようしようと考えた。その料理人は、休暇先でカエルからの偽の料理大会の招待状を受け取り、暇つぶしもかねてそこへ向かった。

## ゲームの目的
料理店に来店してくる複数の客から随時に来る様々な注文をこなし、店の評判を上げていくのが主な目的である。プレイヤーは、「切る」「焼く」「煮込む」「味付け」「注ぐ」などの調理を担う他、「皿洗い」「酔っ払い」「食い逃げ」「ゴキブリ」などのおじゃまも存在する。調理の結果で料理の出来が変わり、それに応じて店の評判も上下する。ゲーム開始時「ふつう」である評判を「サイコー」まで上げることができればステージクリア、逆に「サイテー」まで落としてしまうとゲームオーバーとなる。
評判が「サイコー」まで良くなると、ステージボスとの対決に移る。ボスよりも先に店の評判を「サイコー」まで良くする、またはボス側の評判を「サイテー」まで落とすとクリア。逆に相手の評判が「サイコー」になる、こちらの評判が「サイテー」になると負け。
主な操作はアナログスティックを用いる。例えば「切る」工程であれば、左手を少しずつずらしながら右手に持った包丁で材料を切るなど、左側のスティックは左手に対応、逆に右側のスティックは右手に対応している。
まとめて調理
一部の料理はある段階に至っているものをまとめて調理する事ができる（材料をまとめて煮込む、同時に味付けするなど）。まとめて調理することで、「出来上がりまでの時間を、ある程度お客さんに待ってもらえる」「ボスステージであれば、相手側におじゃまを呼び込むことができる」などのメリットが生まれる。ただし、まとめて料理する分だけ、入れるスープの量を倍にする、ケチャップを多くかけるといった調整が必要となる。
グルメ登場
一般の客とは別に、グルメが来店することがある。グルメは「美味い」か「不味い」の評価しかせず、「不味い」の評価を出すと「店をたため！」とキレられて通常の2倍評価が下がるなど、一般客よりも評判に大きく影響する。また、まとめて調理する際にグルメの注文が混じっていた場合、他の一般客の料理はどんな出来でも評価はグルメの評価に準ずるものとなる。グルメモード（後述）では全ての客がグルメになり、判定基準も通常のグルメより厳しくなる。

## 主な調理方法
切る
料理の基本作業。ほとんどの料理はまず最初にこの作業を行う。左スティックを左に傾け、右スティックを下に入れて食材を切る。手を切るとタイムロス＋減点。
煮込む・揚げる・炒める・焼く
ボタンを押したら一定時間放置し、時間になったらボタンを押す。時間は左のオーダーパネルで確認できるため、その間に他の作業をすることが重要。
注ぐ・味付け
スープやジュースを注いだり、塩をふったりする工程。物によって若干作業内容は異なるが、どれもすぐに終わる。なお、味付け系は全て同じタイミングになっている。
つける
右スティックを下に倒し、食材に衣をつける。この作業は1点になることはない。
卵を割る
卵を割る作業。一発で割らないと評価が下がっていき、潰してしまうと最低評価となり必ず1点になる。
混ぜる
右スティックを回して材料を混ぜたり、氷を削ったりする。高得点を取りやすい工程。
巻く
ソフトクリームを作る作業。左スティックを下に倒しながら右スティックを回し、ソフトクリームを作る。高さが高いほど高評価で、バランスを崩して倒すと必ず1点になる。
皮を剥く
右スティックを左に倒しながら、左スティックを下に倒してイモの皮をむく。多く皮をむくほど高得点で、最低回数の2回で剥いた場合でも5点になる。
ビールを注ぐ
左スティックでジョッキを傾け、右スティックを下に倒してビールを注ぐ。ビールの量はもちろん、泡の量も評価の重要なポイントとなる。
空気抜き
左右のスティックを同時に横に傾けて肉を手に飛ばし、空気抜きをする。飛ばすのが遅れると肉が落ちて1点になる。

## おじゃま要素
おじゃまは一人でのプレイではランダムで、二人での対戦では敵が料理をまとめて作った時に発生する。おじゃまのメーターが一番左へ行ってしまうと、客が全員帰ってしまう。この際に帰った客の評価は全て最低評価となる。
- 皿洗い‐右スティックを回し、20枚の皿を洗うというもの。時間はかかるが、酔っ払いや両替と違い悪影響を与えないため、あまり厄介なおじゃまではない。
- 両替‐右スティックを左右に動かし、10枚の紙幣を数えるというもの。おじゃまとしてはすぐに終わる方だが、客が帰る時に発生すると客が帰れず「帰れねーよ！」「急ぐザンス！」「バカにしとるのか！」と怒られ、評価がどんどん落ちていってしまう。対戦ではこれをいかに使うかが勝負のカギになってくる。
- 食い逃げ‐「捕まえてみろ～！ヒャハハハハ～！」と言いつつ逃げる食い逃げを左右それぞれのスティックを交互に上下に動かし、追いかけて捕まえるというもの。食い逃げ犯の逃走スピードは速いが、時間が経つと徐々に遅くなり、最終的に停止する。
- ゴキブリ‐左スティックでスリッパを動かして、右スティックでゴキブリをつぶすというもの。一定時間内に全滅させられなかった場合、客の方へ飛んで行ってしまい、客が全員帰り評価が大きく下がる。なお、オプション設定でゴキブリを文字に変える事も可能。
- よっぱらい‐左右スティックで手を操作し、110番通報をするというもの。よっぱらいがいる間は他のお客さんが早く帰ろうとしてメーターが左へ行く速度が格段に速くなるため、対戦では両替以上に厄介なおじゃまとなる。ちなみに119を入力すると消防車が、911を入力するとアメリカのパトカーが駆け付ける。どちらもちゃんと酔っぱらいを排除してくれる。

## 各種モード
ストーリー
一流の料理人という設定の主人公となり、さまざまな料理を扱う店でボスを倒していく。初期状態ではイージーとノーマルがあり、それぞれでストーリーの展開や料理の判定などが異なる。ノーマルをクリアすると、全ての客がグルメになるグルメモードが出現する。練習用のモードであるフリーモードもあり、一度プレイしたステージなら自由に選んで遊ぶことができる。
3分クッキング
3分という制限時間内に得点を競う。ストーリーでの客の評価が得点となり加算されていく。上位3位に入賞すると名前入力ができる。初期持ち点は1,000点でこれを下回り0点になるとゲームオーバーになる。
VS
たんぴんとフルコースがあり、たんぴんでは各料理の1つの作業やおじゃまにより得点を競う。2人対戦も可能。フルコースでは、ストーリーで戦ったボスと戦うことができる。
おまけ
5種類のミニゲームが入っている。
- にせコンロ‐火加減を調節して、指示どおりの焼き方でステーキを焼き上げるゲーム。焼き方はレア、ミディアムレア、ミディアム、ウェルダンの4種類で、注文に近いほど高得点。「電車でGO!用コントローラ」（ツーハンドルのみ）にも対応しており、マスコンで火加減、ブレーキでフライパンを揺らせる。
- ふうせん‐上に設置されているトゲトゲマシンに触れないようにぎりぎりまで風船を膨らませるゲーム。トゲに近いほど高得点だが、割ってしまうと大幅なタイムロスになる。ネジコンにも対応している。
- カニリモコン‐コントローラ端子2のアナログコントローラを、画面上のカニと連動させて動かす事ができる。なお、左側の回転が少し強めになっており、左右のスティックを同じ強さで倒しても前進しない。
- ボートこぎ‐左右のスティックを外回りに回転させボートを漕ぐゲーム。一定時間にどれだけ進めるか競う。
- リズムマシン‐16ビートで自分の好きなリズムを作り出せるゲーム。ゲーム中は常時コントローラが振動するため開始時に使用上の注意が表示される。

## 登場人物

### メインキャラ
★が付いたキャラはストーリーモードのボス。
主人公
主人公。一流の料理人。ストーリーモードのイージーではただお、ノーマルではまさお、グルメではよしおと他のキャラに呼ばれる。（いずれも本名ではない）
★おばちゃん
すべての店でレジを担当しているパートのおばちゃん。魔女の家のボスとしても登場する。

### 店の店員
★じいさん
大衆食堂「大食」で店を経営しているマイペースな老人。「～ゾイ」と喋る。主人公を息子と勘違いしているようで、なぜか主人公になれなれしい。最初のステージ担当のため、ゲームの基本を教えてくれる。大衆食堂「大食」のボスで、ボス戦時にはコック姿で登場する。
ゆか
ファーストフード「FOODFAST」のマネージャー。コギャルらしく、イントネーションがおかしく、語尾に「～だシー」と付ける。
★モアソウル
多国籍料理「ETHNIC」の店員。なぜかレゲエ口調。別名「踊る包丁人」。語尾に「ベイベッ！」と付ける。多国籍料理のボス戦時には転んでケガしており、包帯姿で登場する。田舎出身らしく、「～だっぺ」と素が出ることも多い。
政（まさ）
和食処「和食」の料理長。「～…フッ」と喋る。顔色が悪く暗い雰囲気で、ノーマルモードでは人気料理人である主人公を敵視した発言が目立つが、本当は自分もチヤホヤされたいと思っている。卵が嫌い。
マイケル
ファミリーレストラン「ReSToURaNtFaMiLY」の雇われ店長。「～デ～ス」と喋る黒人。常に汗をかいており、タオルで頭を吹いている。新人にも丁寧に料理を説明するなど人がいい。ノーマルモードでは店に侵入してきた花男に応戦するが、あっさり返り討ちにされた。
★宇宙人ズ
屋台「謎屋台」の店員の二体の宇宙人。「ハゥフピィユビュ星」からやってきた宇宙人で、名前は「ゴニスッパナモ」。屋台「謎屋台」のボス。「地Ｑ人」に興味を持ち、データを取るために地球にやってきた。セリフの殆どがカタカナで、「～ジョ」と喋り、語尾に「BiBi!」と付ける。
300年前に地球に来た事があり、その際は日本に墜落し、江戸の寿司や天麩羅や蕎麦、醤油などを研究していた。
リチャード
高級ホテル「高級グレートホテル」の支配人。体重が300キロ近くの肥満体で息が荒く汗かき。「～だス」と喋る。見た目は外人のようだが日本人。
魔女
「魔女の家」の店員の魔女。本作のラスボス。正体はおばちゃん。主人公とカエルの料理対決を見ていたら参戦したくなった。

### お客さん
サブ、Mr.スズキ、ディック、ジェニファー
お客さん。それぞれ名前が決められているが誰がどの名前なのかは不明。肌の黒い男性客、子供の客、語尾に「～ザンス」と付ける男性客、女性客の4種類。
グルメ
店を訪れる食通の老人。不味い料理を出そうものなら「なんだこの料理は！」と、言いながら容赦なく低評価を付けていく。
酔っ払い
頭にネクタイを巻き、折箱を持って千鳥足で歩く眼鏡のオヤジ。警察を呼ぶまで店で嫌がらせを続ける。ゲームの演出上ではあるが、酒類を出してない店にまで現れる。

### カエル軍団
★カエル
カエルの料理人でカエル軍団のリーダー。イージーモードでは世界征服をたくらんでおり、ノーマルモードでは自分が一番になれず二番なのを恨んでおり、偽の料理大会で主人公を誘き寄せようとする。城「キャッスル城」のボス。蛇が苦手。
ちなみに、彼が作る料理はなぜか緑色になる。
★イカ男（-お）
イカ型調理怪人。ファーストフード「FOODFAST」のボス。「～ゲソ」と喋る。空気抜きの作業が得意。何故か戦闘前に「ナタデココ」と喋る。
★卵男（たまお）
卵型調理怪人。和食処「和食」のボス。イカ男に比べ、丁寧な喋り方をし、語尾に「～エッグ」をつける。ニワトリになりたがっている。ちなみに重量は3.14t。
★花男（はなお）
花型調理怪人。ファミリーレストラン「ReStoURaNtFaMiLY」のボス。外見はヒマワリに似ている。名前とは裏腹に声質は女性で、「～フラ～」と喋る。料理を作るスピードは早いが、手抜きが多い。
★ロボコック
主人公に似せたロボット。高級ホテル「高級グレートホテル」のボス。脚はキャタピラで、頭に付いているコック帽のようなものは電球である。
郵便屋
ノーマルモードで主人公に料理大会の招待状を渡した配達人。

## キャスト
- 岩崎ひろし
- 雨蘭咲木子
- 片岡富枝
- 郷里大輔
- 桜井敏治
- 定岡小百合
- 納谷六朗
- 水原リン（現：真山亜子）

## 店のメニュー・特徴
大衆食堂「大食」
ラーメン（葱・タマネギ・ナルトを切る、麺を茹でる、スープを注ぐ）
ビール（ビールを注ぐ）
ラーメンは、材料を切る、煮込む、スープを注ぐというほかの料理にも共通する調理をするため、ここで調理方法を覚えることが重要である。
また、客の収容数が5人と他の店に比べ少ない上、メニューの流れる速度も遅い。
ファーストフード「FOODFAST」
ハンバーガー（ニンジン・タマネギ・肉を切る、空気抜き、肉を焼く、ケチャップで味付け）
フライドポテト（ポテトを揚げる、塩をかける）
ドリンク（ドリンクを注ぐ）
ハンバーガーは4工程と長いが、切る以外全ての工程がまとめられる。
ドリンクはこぼすと数秒間のタイムロスが発生するため、特にボスとの対決では注意が必要。
多国籍料理「ETHNIC」
黒ビール（黒ビールを注ぐ）
焼きそば（肉・キャベツを切る、そばを焼く）
エビチリ（海老の殻を剥く、揚げる、ソースをかける、焼く）
納豆定食（納豆を混ぜる、米を研ぐ、米を炊く）
イージーモードでは省略される。
エビチリは待つ工程が2度あるため時間がかかる。このステージから客の出入りも多くなる。
納豆定食は最初の工程から全てまとめてしまう事ができる。
序盤は黒ビールを頼む客が多く、中盤以降は納豆定食も混ざってくる。
和食処「和食」
煮物（芋の皮を剥く、出し汁を入れる、煮込む）
天麩羅（海老の殻を剥く、カボチャ・ナスを切る、衣を付ける、揚げる）
抹茶ソフトクリーム（ソフトクリームを巻く）
独特の工程があるソフトクリームは1工程でも出来の良いものを作るには時間がかかる。時間が無ければ適当に作ろう。
天麩羅は揚げる以外の工程が単独でこなさなければならず、数人分一度に作るために他の客を待たせすぎて帰らせてしまわないように注意が必要。
ファミリーレストラン「ReStoURaNtFaMiLY」
ハンバーグ（肉を切る、空気抜き、フライ返し）
カレーライス（肉・ニンジン・タマネギを切る、具材を焼く、ルーを入れる、煮込む）
お子様ランチ（肉・ニンジン・タマネギを切る、ケチャップをかける、焼く）
パフェ（ソフトクリームを巻く）
ハンバーグは3工程あるが、待つ必要のない料理で空気抜き以降は一度に数人分作ることが出来る。
パフェは前ステージのソフトクリーム同様に時間がなければ適当に作るといいだろう。
カレーライスは待つ工程が二つあり、時間がかかる。お子様ランチと焼く工程が重ならないように注意。
屋台「謎屋台」
たこ焼き（たこ・紅ショウガを切る、卵を割る、かき混ぜる、たこ焼きを作る）
アメリカンドッグ（衣を付ける、揚げる）
わたあめ（巻く）
チョコバナナ（バナナの皮を剥く、チョコレートをつける）
イージーモードでは省略される。
待つ工程がある料理はアメリカンドッグしかないため、どの料理も早く作れる。
わたあめは多少時間がかかるが1工程でまとめることが可能なため対戦では主力になる。
チョコバナナは2工程だが、どちらもまとめられないため単独で作る必要がある。
序盤はチョコバナナを頼む客が多く、中盤以降はわたあめを頼む客が多い。
高級ホテル「高級グレートホテル」
ビフテキ（肉を広げる、塩をかける、ステーキを焼く）
ピザ（タマネギ・サラミ・トマトを切る、ピザ生地をのばす、チーズをかける、オーブンで焼く）
ホットケーキ（卵を割る、かき混ぜる、ホットケーキを焼く、シロップをかける）
オムライス（肉・ニンジン・タマネギを切る、卵を割る、卵を焼く、卵で包む）
カクテル（カクテルを振る）
カクテル以外すべて待つ工程があるだけでなく、同じ調理器具を使う料理があるので他の料理の工程を意識した作業が必要。
序盤はビフテキやオムライスを頼む客が多く、中盤以降はカクテルやピザを頼む客が多い。
客の出入りがかなり多くなる。
城「キャッスル城」
餅（餅をつく）
スパゲッティ（肉・ニンジン・タマネギを切る、煮込む、ケチャップをかける、焼く）
餃子（肉・白菜を切る、餃子の皮で包む、水を注ぐ、餃子を焼く）
うどん（うどんの生地を踏む、うどんを切る、煮込む、汁を注ぐ）
かき氷（氷を削る、シロップをかける）
デザート（リンゴの皮を剥く）
イージーモードのラストステージ。メニューの数が一番多い。
餅はまとめられる上、簡単に作れるため対戦では主力になる。
うどんは4工程全て一度に数人分作ることができるが、煮込む過程がスパゲッティと重ならないように注意が必要。
序盤はうどん、餅を頼む客が多く、中盤以降はデザートが混じってくる。
魔女が住むところ「魔女の家」(このステージのみ全て架空の料理。)
みなぎるクスリ（蛇の皮を剥く、衣を付ける、揚げる、茹でる）
変なクスリ（芋の皮を剥く、包む、オーブンで焼く）
不思議なスープ（脳味噌のような物・キノコを切る、汁を注ぐ、煮込む）
ノーマルモード・グルメモードのラストステージ。最終ステージだがメニューの数は後半のステージとしては少ない3品。
1工程で終わる料理がなく、客の出入りが非常に激しい上、メニューの進む速度が早い上に全てのメニューの最後に待つ工程がある。
料理に所々緑がかった芋を使ったり、蛇の皮を剥いて衣を付けたり、怪しげなキノコを切ったりと全ての料理が不気味である。

## 反響

### 他作品への影響
David Galindoは本作の影響を受けて『Cook, Serve, Delicious!』を開発したことを認めている。